# Elizabeth Farren, future comtesse de Derby
Elizabeth Farren, future comtesse de Derby (en anglais, Elizabeth Farren (born about 1759, died 1829), Later Countess of Derby), est un des tableaux les plus connus du peintre britannique Thomas Lawrence. Il est réalisé à l'huile sur toile, et mesure 238 cm de haut sur 147 cm de large. Il a été peint avant 1791, vraisemblablement en 1790. Il est conservé au Metropolitan Museum of Art de New York, où il est arrivé en 1940 par donation d'Edward S. Harkness. 

## Description
Sans obtenir la renommée de Thomas Gainsborough ou de sir Joshua Reynolds, Thomas Lawrence a été un portraitiste connu au XVIIIe siècle anglais, considéré comme le successeur de Reynolds. L'artiste représente ici l'actrice Elizabeth Farren, qui avait débuté au Theatre Royal Haymarket de Londres en 1777. Sept ans après la réalisation de la toile, en 1797, elle se mariait avec le douzième comte de Derby.